# Подвійний бета-розпад
Подві́йний бе́та-ро́зпад, 2β-розпад, ββ-розпад — загальна назва декількох видів радіоактивного розпаду атомного ядра, які зумовлені слабкою взаємодією та змінюють заряд ядра на дві одиниці. Подвійний бета-розпад у власному значенні слова супроводжується збільшенням заряду ядра на дві одиниці й випромінюванням двох електронів:
{\displaystyle (A,Z)\rightarrow (A,Z+2)+2e^{-}+2{\bar {\nu }}_{e}.}
Інші види 2β-розпаду зменшують заряд ядра на дві одиниці:
- подвійне електронне захоплення, 2ε-захоплення

{\displaystyle (A,Z)+2e^{-}\rightarrow (A,Z-2)+2\nu _{e};\,\!}
- електронне захоплення з емісією позитрона εβ+-розпад

{\displaystyle (A,Z)+e^{-}\rightarrow (A,Z-2)+e^{+}+2\nu _{e};\,\!}
- подвійний позитронний розпад, 2β+-розпад

{\displaystyle (A,Z)\rightarrow (A,Z-2)+2e^{+}+2\nu _{e}.\,\!}
Вперше подвійний бета-розпад було розглянуто Марією Гепперт-Маєр 1935 року. Вона розробила теорію процесу на основі робіт Енріко Фермі, в яких було сформульовано закономірності взаємодії нуклонів. Марія Гепперт-Маєр оцінила ймовірність процесу для ядер з найбільшими енергіями 2β-переходу й дійшла висновку, що періоди напіврозпаду ядер відносно подвійного бета-розпаду значно перевищують геологічний вік Землі.
Подвійний бета-розпад — найрідкісніший з усіх процесів радіоактивного розпаду. Усі 11 нуклідів, для яких цей процес достеменно спостерігався, мають період напіврозпаду більше 1019 років, а період напіврозпаду 128Te) становить 2×1024 років — це найдовший період серед усіх радіоактивних ізотопів. Слід зазначити, що підтверджені спостереження належать лише до 2β-розпаду зі збільшенням заряду ядра.
Розпад може відбуватися не тільки в основний стан дочірнього ядра, а й у збуджені стани (такий процес спостерігається в ядрах 100Mo і 150Nd). У цьому випадку випромінюється також один або декілька гамма-квантів і/або конверсійних електронів.

## Безнейтринний подвійний бета-розпад
На відміну від наведених вище процесів (що належать до двонейтринного 2ν2β-розпаду), безнейтринний 0ν2β-розпад не супроводжується емісією нейтрино або антинейтрино. У результаті такого 0ν2β-розпаду лептонне число не зберігається (змінюється на дві одиниці). Хоча Стандартна Модель фізики елементарних частинок забороняє процеси з порушенням закону збереження лептонного числа, багато розширень СМ включають процеси такого роду. Доведено, що для здійснення безнейтринного 2β-розпаду необхідно, щоб нейтрино було масивною майоранівською частинкою (тобто було власною античастинкою).
Завдяки цій обставині, 0ν2β-розпад є чутливим індикатором майоранівської маси нейтрино. Станом на 2016 рік не існує достовірних спостережень безнейтринних 2β-процесів, проте нижні обмеження на період напіврозпаду за цим каналом для різних ядер досягають 1025 — 1026 років. Це відповідає верхньому обмеженню на ефективну масу нейтрино Майорани близько 0,04 — 0,5 еВ. Крім того, обмеження на ймовірність безнейтринного 2β-розпаду дозволяють встановити обмеження на інші параметри теорії, наприклад на константи зв'язку правих лептонних і кваркових струмів у слабкій взаємодії, константи зв'язку нейтрино з майороном, деякі параметри суперсиметричних моделей.
У даний час у світі діють, споруджуються або розробляються близько десятка великих підземних детекторів, призначених для пошуку безнейтринного подвійного бета-розпаду: SuperNEMO, GERDA, CUORE, MAJORANA, EXO, CANDLES, SNO+, KamLAND-Zen, AMoRE, CUPID та інші.
В Україні дослідження подвійного бета-розпаду ведуться у відділі фізики лептонів Інституту ядерних досліджень Національної академії наук України.